# Région urbaine d'Aix-la-Chapelle
La région urbaine d'Aix-la-Chapelle (en allemand : Städteregion Aachen) est une intercommunalité à statut particulier (Kommunalverband besonderer Art) du sud-ouest de la Rhénanie-du-Nord-Westphalie.
Son chef-lieu est Aix-la-Chapelle (Aachen).

## Histoire
La région urbaine a été créée le 21 octobre 2009, date de l'entrée en vigueur de la loi portant création de la région urbaine d'Aix-la-Chapelle (Gesetz zur Bildung der Städteregion Aachen) du 26 février 2008.

## Composition
La région urbaine comprend, outre Aix-la-Chapelle, Alsdorf, Baesweiler, Eschweiler, Herzogenrath, Montjoie (Monschau), Roetgen, Simmerath, Stolberg et Würselen.
| Blason | Nom                        | Superficie (km2) | Population (hab.) | Densité (hab./km2) |
| ------ | -------------------------- | ---------------- | ----------------- | ------------------ |
|        | Aix-la-Chapelle (Aachen)   | 160,82           | 260 454           | 1 620              |
|        | Alsdorf                    | 31,67            | 45 337            | 1 432              |
|        | Baesweiler                 | 27,77            | 27 905            | 1 005              |
|        | Eschweiler                 | 75,93            | 55 425            | 730                |
|        | Rode-le-Duc (Herzogenrath) | 33,40            | 46 519            | 1 393              |
|        | Montjoie (Monschau)        | 94,62            | 12 424            | 131                |
|        | Roetgen                    | 39,03            | 8 294             | 213                |
|        | Simmerath                  | 111,01           | 15 423            | 139                |
|        | Stolberg                   | 98,51            | 57 273            | 581                |
|        | Würselen                   | 34,39            | 37 762            | 1 098              |

## Sources
- Gesetz zur Bildung der Städteregion Aachen (Aachen-Gesetz) vom 26. Februar 2008